# 長峰 (つくば市)
長峰（ながみね）は茨城県つくば市にある地名である。郵便番号は305-0052。

## 地理
つくば市の東部に位置し、筑波研究学園都市研究学園地区南部に位置する。地域内は全域が気象研究所、高層気象台、横浜植物防疫所つくばほ場の敷地である。1920年に高層気象台が置かれるなど、つくば市内で最初に国の機関が置かれた場所である（当時の住所は筑波郡小野川村大字館野）。
東は東、西は上原・小野川、南は稲荷前、北は二の宮と接している。

## 歴史

### 町名の変遷
| 実施後 | 実施年月日                 | 実施前（各大字ともその一部）                                                                   |
| ------ | -------------------------- | ---------------------------------------------------------------------------------------------- |
| 長峰   | 1978年（昭和53年）2月10日  | 大字西大沼字長峰                                                                               |
| 長峰   | 1978年（昭和53年）12月26日 | 大字上原字所・字長峰・字古布田、大字館野字長峰、大字赤塚字鍛治台・字割り目、大字小野崎字戸ノ内 |

## 施設
- 高層気象台
- 気象研究所
- 横浜植物防疫所つくばほ場